# Мари Аджами
Мари Аджами (на арабски: ماري عجمي) е сирийска феминистка, журналистка, поетеса.
Тя е сред първите писателки на арабски език, основателка е на първото женско списание в Близкия Изток.
Пише под псевдонима Лейла, както е личното име на майка ѝ, поради страх от репресии.

## Биография
Родена е в християнско семейство в Дамаск през 1888 г. Баща ѝ е виден земевладелец и бизнесмен. Ранните си години прекарва в Дамаск, където получава образование в ирландски и руски мисионерски училища.
През 1906 г. учи за медицинска сестра в Американския университет в Бейрут. Поради смъртта на баща ѝ и избухване на война не успява да продължи образованието си.
Още като студентка преподава в училище в Захле (Ливан), след това в Порт Саид и Александрия (Египет), после се завръща в Дамаск.
През 1910 г. започва да издава женското списание Al Arus (от арабски: „Булката“), което излиза в продължение на 11 години.
Основава Женския литературен клуб в Дамаск през 1920 г.
Годеникът ѝ е екзекутиран от османците за критика на властта. Тя не се омъжва. Умира през 1965 г.